# 余隆
余隆（1964年7月1日—），中国指挥家。为现任中国爱乐乐团艺术总监，上海交响乐团音乐总监，广州交响乐团音乐总监，香港管弦乐团首席客席指挥。他创办了北京国际音乐节并担任艺术总监。

## 生平
余隆出生于上海的音乐世家，其父余立勋曾在中央民族歌舞团担任舞蹈编导，外祖父是作曲家丁善德。
1984年，余隆进入上海音乐学院，初学打击乐，后在音乐教育家黄晓同门下学习指挥和作曲。1987年，到德国留学，先后在科隆音乐大学及柏林艺术大学学习指挥。1990年毕业并受聘为图林根州爱乐乐团常任指挥。1992年余隆出任北京中央歌剧院常任指挥。参与创办了首届北京新年音乐会并在接下来的三年里担任指挥。1998年起，余隆担任他参与创办的北京国际音乐节艺术总监。2000年起，余隆担任他参与组建的中国爱乐乐团的艺术总监。 2003年起，余隆加入广州交响乐团担任艺术总监。
2008年，当选第十一届全国政协委员，代表文化艺术界，分入第二十六组。
2015年起，余隆成为香港管弦乐团首席客席指挥。

## 艺术成就
余隆以指挥歌剧著名。他在世界各地指挥的歌剧包括《茶花女》、《图兰多》、《阿伊达》、《卡门》、《拉美莫尔的露契亚》、《罗密欧与朱丽叶》、《风流寡妇》、《唐·帕斯夸里》等。
他指挥的曲目范围非常广泛，从交响乐到歌剧等各个不同的时代和领域的作品均有涉猎。从目前他演出的曲目来看，余隆比较偏重于浪漫派的作品，如马勒的作品。他曾指挥北京、广州和上海三地的交响乐团和合唱团演绎马勒第八交响曲“千人”。同时，余隆也不忘宣传中国音乐。他在德意志留声机录下一套两张的中国民乐CD，很受欢迎，并在1999年指挥了《中国唐宋诗篇音乐朗诵会》的演出。
他与很多国外国际乐团合作过：德国汉堡歌剧院、柏林广播交响乐团、莱比锡广播乐团、不莱梅爱乐乐团、法国尼斯大剧院、圣马丁室内乐团、匈牙利布达佩斯广播交响乐团、爱尔兰国家爱乐乐团、澳大利亚ABC交响乐团。

## 获奖与荣誉

### 外国勋章奖章
- 艺术与文学骑士勋章（法国，2003年9月12日）[10]
- 義大利共和國功績勳章（意大利，2005年9月2日）[11]
- 法国荣誉军团骑士勋章（法国，2014年12月17日）[12]
- 德意志联邦共和国襟绶功绩十字勋章（德国，2016年6月27日于北京颁发[13]）

### 其他
- 万宝龙卓越艺术成就奖（德国，2002年9月19日）[14]
- 2010中华文化人物（南京，2010年12月15日）[15]
- 第二届中华艺文奖（北京，2013年12月19日）[16]
- 第四届全国中青年德艺双馨文艺工作者（北京，2015年9月15日）[17]
- 耶鲁大学音乐学院桑福德奖章（2015年9月28日）[18]
- 全球公民奖（英语：Global Citizen Prize）（美国，2015年10月1日）[18]
- 美国文理科学院外籍荣誉院士（2016年10月9日）[19]
- 香港演艺学院荣誉博士（2018年11月1日）[20]